# Narses (general sob Maurício)
Narses (em grego: Ναρσής; m. 605), erroneamente referido como Anastácio (em latim: Anastasius; em grego medieval: Ἀναστάσιος; romaniz.: Anastásios) por Miguel, o Sírio e Bar Hebreu, foi um oficial bizantino de ascendência armênia, ativo durante os reinados dos imperadores Maurício (r. 582–602) e Focas (r. 602–610), no final do século VI e início do século VII. Notabilizou-se por sua atuação no Oriente durante os conflitos com o Império Sassânida e teve papel central na expedição que reassegurou o trono do deposto Cosroes II (.r  590–628) em 591. Pouco após a execução de Maurício e a usurpação de Focas, rebelou-se até sua eventual execução. As fontes o celebram como um relevante general, cujo sucesso foi interrompido pela usurpação de Focas.

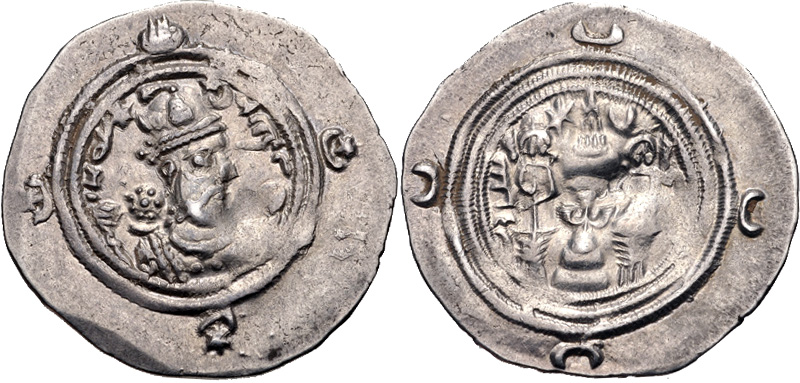
Dracma de cunhado em 590

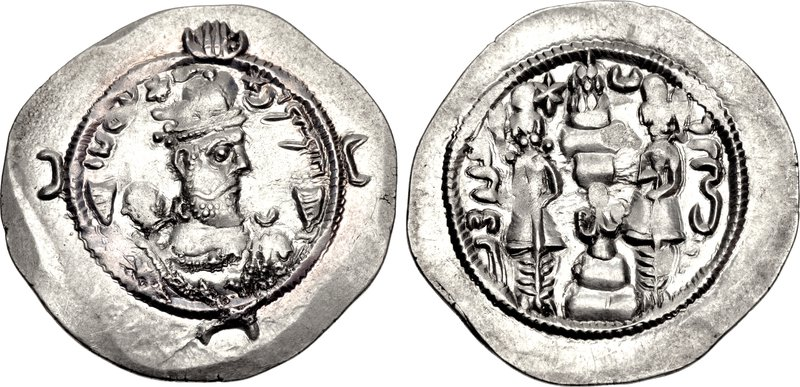
Dracma de r.

## Nome
Narses é a forma helenizada e latinizada do nome. Em armênio, ocorre como Nerses. A atestação mais antiga do nome ocorre nos Feitos do Divino Sapor, uma inscrição trilíngue do reinado do xainxá sassânida Sapor I (r. 240–270). Em parta é registrado como Narsēs e em pálavi como Narsē. O nome deriva do avéstico Nairyō saŋha-, que literalmente significa "o de muitos discursos", ou seja, o mensageiro divino.

## Vida
As origens de Narses são desconhecidas, mas seu nome sugere ascendência armênia, como outros homônimos do mesmo período. Também é por vezes confundido ou identificado com alguns deles, como o Narses nomeado por Tibério II (r. 574–582) como subcomandante (hipoestratego) do general Maurício numa campanha contra o Império Sassânida por volta de 577-578, mas esse indivíduo melhor se associa ao sacelário homônimo ativo à época. Por volta de 587/88, aparece como dique de Constantina em Osroena. Filípico o designou como comandante do exército oriental que foi confiado a Heráclio, o Velho. É provável que tenha recebido essa função na posição de mestre dos soldados (honorífico ou titular [vacante]) igual em posição a Heráclio.

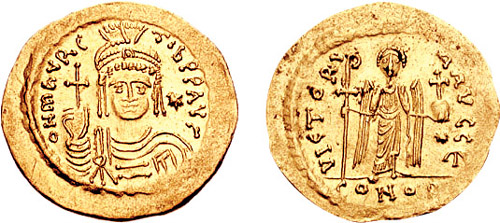
Soldo de ouro do imperador Maurício r.

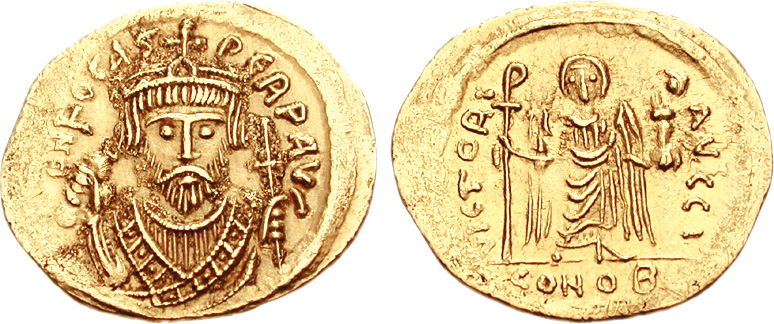
Soldo de ouro do imperador Focas r.

No final de 590 / começo de 591, serviu como membro da guarda do mestre dos soldados do Oriente Comencíolo quando marcharam em sua expedição ao Império Sassânida para restaurar o deposto Cosroes II (.r  590–628). Em janeiro de 591, Comencíolo foi demitido por alegadamente desrespeitar Cosroes e Narses o substituiu como comandante, indicando que devia ter uma posição de destaque na guarda. Narses e Cosroes conduziram as tropas de Mardim para Dara, na Mesopotâmia, onde sua nomeação foi oficializada por Domiciano de Melitene, e então ao rio Migdônio e ao Tigre, onde esperaram reforços da Armênia liderados por João Mistacão. Durante a decisiva Batalha do Blaratão, na qual o usurpador Vararanes VI (r. 590–591) foi totalmente derrotado, Narses comandou o centro do exército com Cosroes. Antes de regressar ao Império Bizantino, alertou ao reimpossado xainxá que lembrasse da ajuda que recebeu.
Em 601, o nobre armênio Atato Corcorúnio rebelou-se e partiu da Trácia, para onde havia sido enviado anos antes, à Armênia, onde tomou a fortaleza de Naquichevão. Os bizantinos liderados por um general anônimo, o sitiaram e propõe-se que esse oficial seja Narses. O cerco foi infrutífero, haja vista a aproximação de um exército de alívio sassânida. Em novembro de 602, Narses estava estacionado em Dara, mas após reclamações feitas por Cosroes, Maurício decidiu substituí-lo na fortaleza por Germano. No mesmo mês, Maurício e sua família foram destronados e executados por Focas (r. 602–610). No final de 603, após ter se tornado aparente que Cosroes não reconheceria Focas, Narses rebelou-se contra o usurpador e tomou Edessa. Enviou um pedido de ajuda a Cosroes e alegou, segundo algumas fontes, que estava protegendo Teodósio, o único filho sobrevivente de Maurício. Enquanto esteve na cidade, segundo Miguel, o Sírio, executou por apedrejamento o bispo calcedônio Severo de Edessa (578–603).
No começo de 604, Germano sitiou Narses em Edessa, mas foi surpreendido por um exército sassânida que o derrotou e o feriu mortalmente. Pouco depois, quando os sassânidas estavam atacando Dara, Leôncio foi enviado para sitiá-lo. A cidade capitulou, mas Narses conseguiu escapar para Hierápolis Bambice em 605. Após a morte de Leôncio, Focas enviou Domencíolo ao Oriente, que persuadiu Narses a capitular sob promessas de salvo-conduto. Segundo Nicéforo Calisto Xantópulo, era um general formidável destruído por Focas, enquanto para Teófanes, o Confessor e Jorge Cedreno, era muito temido na Pérsia. Fontes tardias atribuem a ele a fundação de igrejas de São Pantaleão e dos Santos Mártires e também a fundação de um hospício.